# Стюарт Литъл 2
„Стюарт Литъл 2“ (на английски: Stuart Little 2) е американски игрален филм с компютърна анимация от 2002 г. Режисьор е Роб Минкоф, а Брус Джоел Рубин е сценарист. Във филма участват Джина Дейвис, Хю Лори и Джонатан Липники, а озвучаващия състав се състои от Майкъл Джей Фокс (като Стюарт Литъл) и Нейтън Лейн (котаракът Сноубел). Въпреки че е продължение на „Стюарт Литъл“ през 1999 г., сюжетът прилича повече на оригиналния роман, написан от Е. Б. Уайт, в който Стюарт и Сноубел се запознават с канарчето Маргало (озвучена от Мелани Грифит). Филмът е пуснат по кината на 19 юли 2002 г. от „Кълъмбия Пикчърс“, който печели 170 млн. щ.д. при бюджет от 120 млн. щ.д., който получава положителни отзиви от критиката. Той е последван от третия филм – „Стюарт Литъл 3: Зовът на дивото“, който е издаден директно на видео през 2005 г.

## Актьорски състав
- Джина Дейвис – Елинор Литъл, майката на семейство Литъл и съпругата на Фредерик.
- Хю Лори – Фредерик Литъл, бащата на семейство Литъл и съпругът на Елинор.
- Джонатан Липники – Джордж Литъл, най-голямото дете на семейство Литъл и брат на Стюарт.
- Ана и Ашли Хоелк – Марта Литъл, новородената дъщеря на семейство Литъл и малката сестра на Стюарт и Джордж.
- Марк Джон Джефрис – Уил Уилсън, най-добрият приятел на Джордж.
- Джим Дугън – Треньорът на Стюарт и Джордж по футбол. Дугън играеше ролята на детектив Алън в първия филм.
- Брад Гарет – Роб, водопроводчик, който е извикан от Елинор, за да открие пръстена й.
- Амелия Маршъл – Рита Уилсън, майка на Уил.
- Ронобир Лахири – таксиметров шофьор.
- Мария Бамфорд – учителката на Стюарт и Джордж.

### Озвучаващ състав
- Майкъл Джей Фокс – Стюарт Литъл, антропоморфичната мишка, който е осиновен като част от семейство Литъл.
- Мелани Грифит – Маргало, антропоморфичното малко канарче, с която Стюарт се влюбва в нея.
- Нейтън Лейн – Сноубел, семейната персийска котка на семейство Литъл и приятел на Стюарт.
- Джеймс Уудс – Фалкън, садистичния и алчен сокол, който е шеф на Маргало.
- Стийв Зан – Монти, приятел на Сноубел.

## Производство
Снимките започват в Ню Йорк Сити и Кълвър Сити, Калифорния на 5 март 2001 г. и приключва през юни.

## Домашна употреба
„Стюарт Литъл“ е издаден на VHS и DVD на 10 декември 2002 г. от Columbia TriStar Home Entertainment, и във Великобритания на 25 ноември 2002 г. Комбинирания пакет с Blu-ray и DVD е пуснат на 28 юни 2011 г., заедно с първия филм от Sony Pictures Home Entertainment.

## В България
В България филмът е пуснат по кината на 6 септември 2002 г. от „Александра Филмс“.
На 12 февруари 2003 г. е издаден на VHS и DVD от „Мей Стар Филм“.
На 26 декември 2006 г. е излъчен премиерно по Нова телевизия във вторник от 20:00 ч.
На 4 април 2010 г. се излъчва и по PRO.BG в неделя от 12:00 ч.

### Синхронен дублаж
| Роля                | Изпълнител          |
| ------------------- | ------------------- |
| Стюарт Литъл        | Камен Воденичаров   |
| Маргало             | Христина Ибришимова |
| Сноубел             | Тончо Токмакчиев    |
| Елинор Литъл        | Силвия Лулчева      |
| Фредерик Литъл      | Чавдар Монов        |
| Джордж Литъл        | Димитриян Иванов    |
| Фалкън              | Цветан Ватев        |
| Монти               | Виктор Калев        |
| Треньорът           | Николай Пърлев      |
| Учителка            | Ива Апостолова      |
| Водопроводчикът Роб | Николай Пърлев      |

| Обработка                       | Александра Аудио        |
| ------------------------------- | ----------------------- |
| Изпълнителен продуцент          | Васил Новаков           |
| Продуцент на българската версия | Александра Груп Холдинг |

- Силвия Лулчева, Чавдар Монов и неизвестното дете актьор, които съответно озвучават Елинор, Фредерик и Джордж, са некредитирани в края на филма, докато Воденичаров, Токмакчиев, Калев, Ибришимова и Ватев са кредитирани в животинските роли.[11]